# 莱塞拉
莱塞拉，是西班牙阿拉贡自治区萨拉戈萨省的一个市镇。 总面积109平方公里，总人口817人（2001年），人口密度7人/平方公里。